# La Matanza de Acentejo
La Matanza de Acentejo és un municipi de l'illa de Tenerife, a les illes Canàries. La Mantanza es troba a la comarca d'Acentejo, on es produïxen uns vins ben considerats. La vinya acapara la major extensió de terres, que es comparteixen amb cultius de secà i fruiters. No obstant això, el paisatge de La Matanza comparteix amb altres municipis limítrofs el mateix relleu irregular que dona lloc a acusades pendents.
L'ermita de San Antonio Abad és l'edifici religiós més antic del municipi, i la Parroquia de El Salvador està erigida sobre un altre de més antic que va ser incendiat el juliol de 1936. A la seva capital, el carrer Real i els dels voltants del vell consistori conserven en bon estat diversos exemples d'arquitectura tradicional.

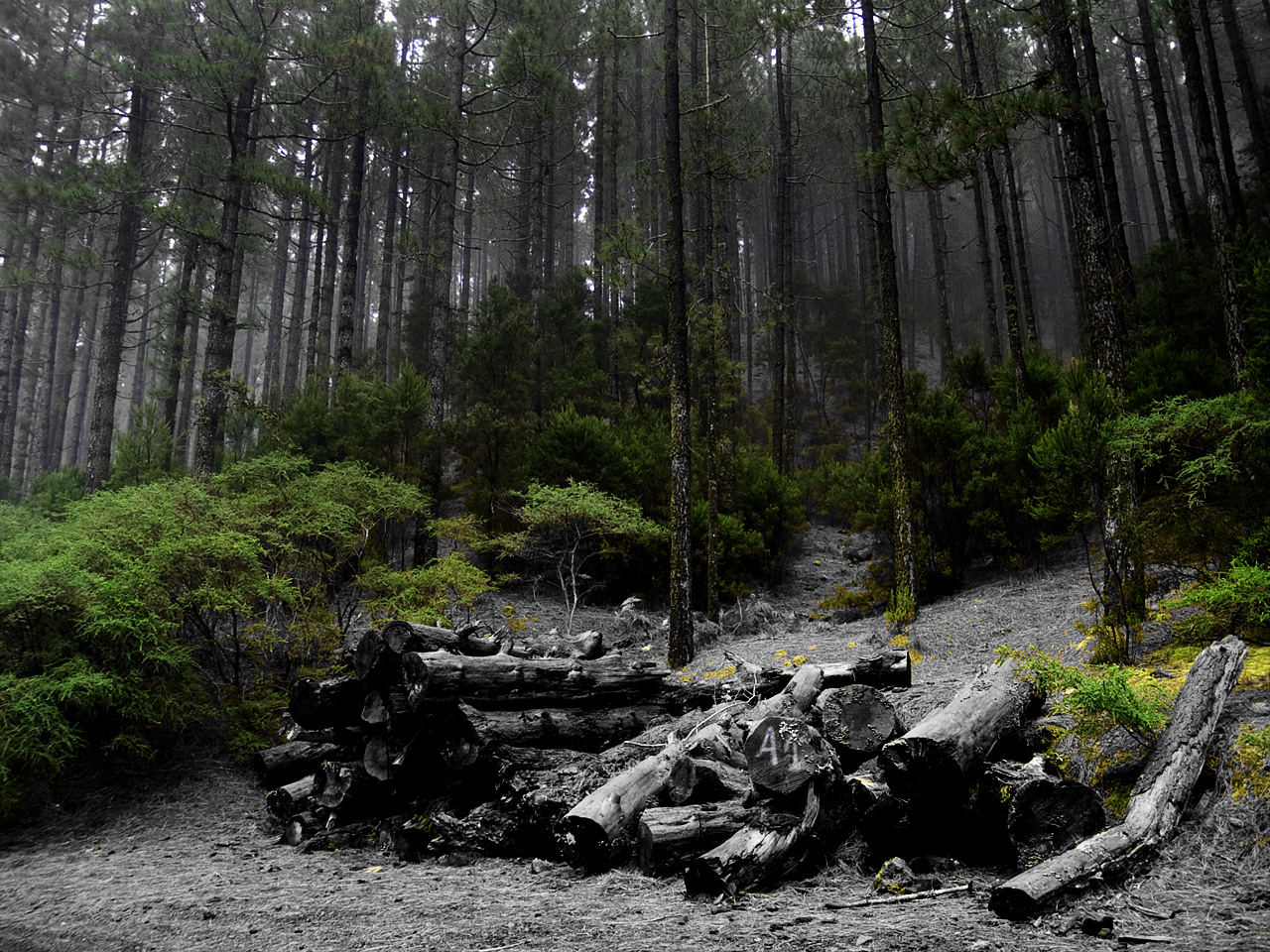
Las Lagunetas

## Història
El nom de la Matança de Acentejo ve donat d'una batalla esdevinguda en 1494 en l'actual Barranc d'Acentejo, anomenat pels guanxes Farfan. Aquests infligiren una dura derrota a les tropes castellanes d'Alonso Fernández de Lugo que intentava culminar la conquista de Tenerife, que va ser la qual va donar nom al municipi, La Matanza, a causa de les nombroses baixes entre les files conquistadors.